# Ezriel Carlebach

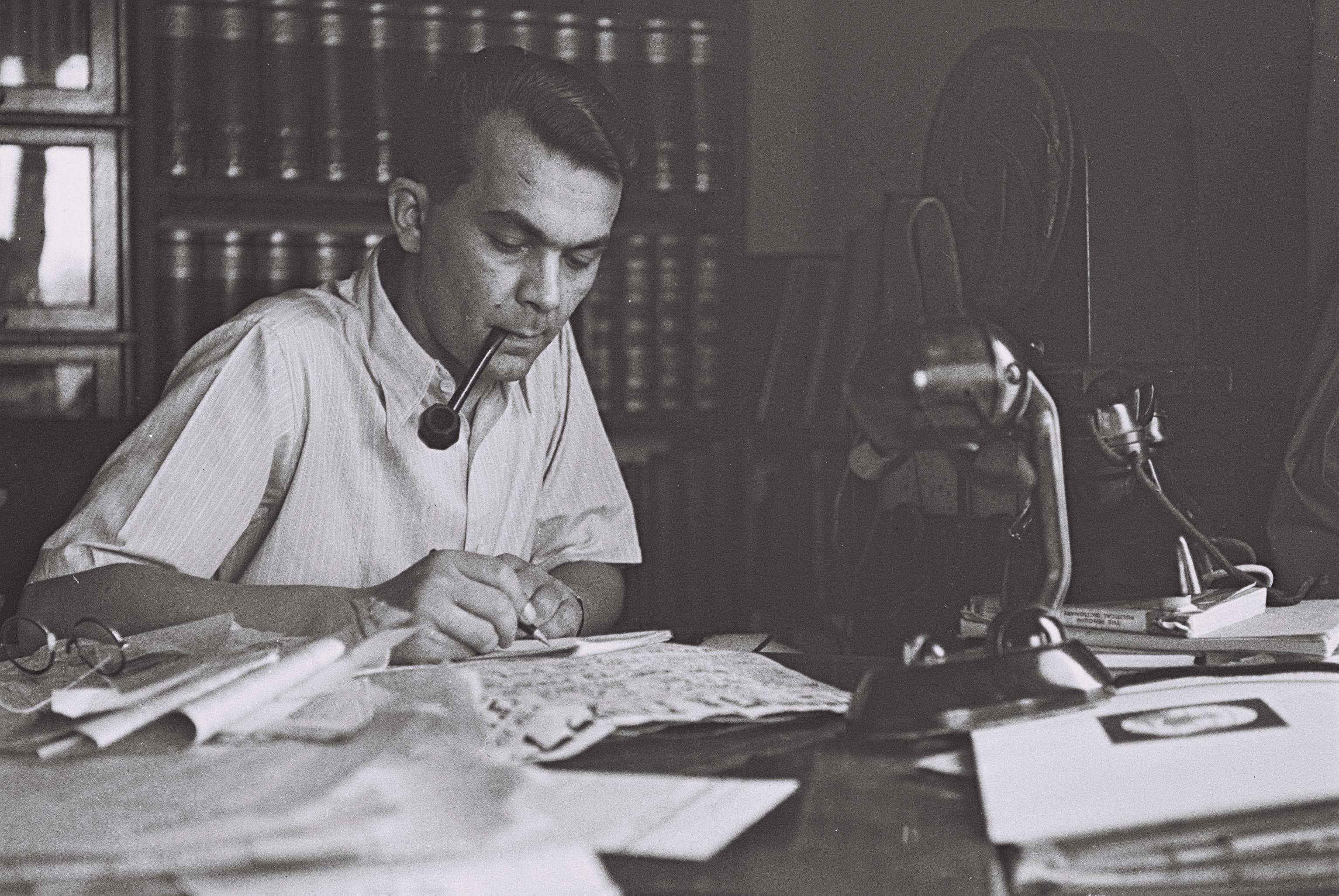
Ezriel Carlebach, 1942

Ezriel Carlebach (auch Azriel, eigentlich Esriel Gotthelf Carlebach,
hebräisch עֶזְרִיאֵל קַרְלֶיְבַּך, jiddisch עזריאל קארלעבאך; * 6. November 1908 in Leipzig; gest. 12. Februar 1956 in Tel Aviv, Israel) war ein israelischer Journalist deutscher Herkunft.
Er gründete die Zeitung Maʿariv (מַעֲרִיב), deren Chefredakteur er bis zu seinem Tod war.

## Leben
Ezriel Carlebach stammte aus einer Familie deutscher Rabbiner, die seine Großeltern Salomon Carlebach und Esther Carlebach aus Lübeck begründeten. Seine Eltern waren Gertrud Jakoby aus Bromberg und Ephraim Carlebach (1879–1936), Rabbiner und Gründer der Höheren Israelitischen Schule in Leipzig. Ephraim Carlebach wanderte im Frühjahr 1936 mit seiner Familie nach Palästina aus, wo er wenige Monate später starb. Der Sohn Ezriel war bereits 1927 erstmals nach Palästina gegangen. Er hatte zwei Schwestern, Hanna und Cilly, sowie zwei Brüder, David und Joseph. Ezriel Carlebach hatte eine Tochter, Tekuma.

### 1926–1929: Litauen und Palästina
Ezriel Carlebach erhielt eine religiöse Ausbildung zunächst bei Joseph Leib Bloch am Rabbinerseminar Telšē im litauischen Telšē (dt.: Telschi), woran er in einer Erzählreihe gleichen Namens erinnerte. Danach lernte er an der Jeschiva Vilijampolė Slobodka in Kaunas, ebenfalls Litauen, wo im Zweiten Weltkrieg unter deutscher Besatzung das KZ Kauen errichtet wurde. 1927 bis 1929 studierte er am Rabbinerseminar Merkaz haRav Kook von Abraham Isaak Kook in Jerusalem und erhielt seine Ordination (Asmacha) als Rabbiner. In Jerusalem, wurde er – wie für Talmudstudenten weithin üblich – regelmäßig an Sabbath zu freiem Essen geladen. Sein Gastgeber hatte einen Sohn, Józef Grawicki, der in Warschau als Sejm-Korrespondent für die jiddische Zeitung Haynt (הײַנט ‚Heute‘, auch Hajnt) arbeitete.
Auf dem Weg zu einem Besuch in Deutschland machte Carlebach Station in Warschau, das er schon immer hatte kennenlernen wollen, und besuchte Józef Grawicki auf Empfehlung von dessen Vater. Grawicki ermunterte Carlebach, auf Jiddisch für das Haynt zu schreiben. Carlebach empfand das als Herausforderung und nahm an. Er schrieb unter anderem über den Konflikt zwischen dem zionistischen Rabbiner Abraham Kook und dem antizionistischen Rabbiner Joseph Chaim Sonnenfeld in Jerusalem.
Der Name Carlebach war in Warschau nicht unbekannt, denn drei Onkel Esriel Carlebachs, die Feldrabbiner des kaiserlichen Deutschen Heeres, Emanuel Carlebach (1874–1927) und Leopold Rosenak (ein angeheirateter Onkel) und der ihnen 1915 zugeordnete Pädagoge Rabbiner Joseph Carlebach, waren während der deutschen Besatzungszeit (1915–1918) engagiert, „deutsche Kultur in den jüdischen Osten zu bringen“, um – so die Absicht Erich Ludendorffs – unter den Juden Polens und Litauens eine deutschfreundliche Haltung zu erreichen. Zum Engagement gehörten die Einrichtung moderner Bildungseinrichtungen mit jüdischer Ausrichtung und der Aufbau jüdischer Verbände (zum Beispiel der chassidisch ausgerichtete Dachverband Agudas haOrthodoxim, auch Aguddat(h) Jisraʾel אֲגדַּת יִשְׂרָאֵל), die auch Lobbyisten für Deutschland sein sollten. Joseph Carlebach beispielsweise gründete und leitete bis 1919 das teils deutschsprachige Jüdische Realgymnasium in Kaunas. in ihrem Bemühen setzten Carlebachs Onkels auf Chassidim und standen Zionisten eher ablehnend gegenüber. Entsprechend hatte Carlebachs Name nicht eben einen guten Klang in den Ohren der Leserschaft des Haynt.

### 1929–1933: Deutschland
1929 kehrte Carlebach nach Deutschland zurück und studierte Jura in Berlin sowie Hamburg und promovierte zum Doktor der Rechtswissenschaften. Während dieser Zeit schrieb Carlebach für das Israelitische Familienblatt, was sein Einkommen sicherte. Einem Aufruf des Haynt, das sich durch einen Streik bedroht sah, zu helfen, kam Carlebach gerne nach und verfasste unentgeltlich Berichte aus Deutschland.
Haynt hat es ihm später vergolten, indem es Carlebachs ausgiebige Forschungsreisen finanzierte, die ihn zu den so unterschiedlichen jüdischen Gemeinschaften der litauischen Karäer, der mallorquinischen Conversos, der maghrebinischen Mizrachim, der krypto-jüdischen Dönme (Sabbatianer) in der Türkei, der jüdischen Jemeniten und der Sephardim in Thessaloniki (später durch die Nazi-Besatzer fast gänzlich ausgelöscht) geführt hatten. Carlebach sandte regelmäßige Reportagen ans Haynt, die später die Grundlage für ein Buch wurden. Zu seinen Veröffentlichungen gehörte auch ein Bericht über einen Zusammenstoß mit einer Gruppe von Antisemiten, bei dem er verprügelt worden war.
Im Juni 1931 sprachen die Deutschen Buchwerkstätten in Leipzig ihren ausgelobten Erzählerpreis für das Jahr 1931 jeweils zur Hälfte Alexander von Keller und Carlebach für seinen Roman Mit 21 … zu. „Seine preisgekrönte Novelle behandelt eine Begebenheit, die sich vor kurzem im jüdischen Viertel der Jerusalemer Altstadt zugetragen hat.“
Er arbeitete als Journalist auch für andere Zeitungen, wie die hebräische Ha'Aretz, und ab 1931 in Festanstellung beim Israelitischen Familienblatt in Hamburg. Diese Zeitung stellte in einer Kulturbeilage Musik, darstellende und bildende Kunst anhand der Werke jüdischer Künstler vor. An vier bis fünf Abenden die Woche verfasste Carlebach jeweils nach dem Theaterbesuch Kritiken, die er seiner Assistentin Ruth Heinsohn in die Schreibmaschine diktierte.
Im Sommer 1932 reiste er – ebenfalls vom Haynt finanziert – in die UdSSR, unter anderem auf die Krim und nach Birobidschan, um über jüdisches Leben unter kommunistischer Herrschaft zu berichten. Im Oktober und November berichtete er in der Artikelserie Sowjet-Judäa im Israelitischen Familienblatt und später im Haynt von seiner Expedition und kam zu dem Ergebnis, dass dort für jüdisches Leben weder Möglichkeiten noch das passende Milieu bestehen.
Albert Einstein hatte die Sowjet-Judäa-Artikel verschiedentlich ins Gespräch gebracht, so dass sie eine weit über die Leserschaft des Familienblatts hinausreichende Resonanz fanden. Insbesondere Hitler-Gegner, die auf die UdSSR setzten und sie blauäugig oder vorsätzlich verharmlosten, wurden nachdenklich oder zürnten Carlebach. Er wertete die breite Auseinandersetzung mit dem Thema als journalistischen Erfolg.
Durch seine in Sowjet-Judäa geäußerte Kritik an der Sowjetunion handelte er sich die Verfolgung, Belästigung und schließlich einen versuchten Auftragsmord ein, den eine vom kommunistischen Jugendverband geführte Gruppe verübte, die unter dem Namen Arbeitsgemeinschaft jüdischer Werktätiger, Hamburg auftrat. In der Nacht zum 4. Januar 1933 gab ein Attentäter mehrere Schüsse auf ihn ab. Ein Schuss durch seinen Hut verfehlte ihn nur knapp.
Carlebach hatte jedoch „durch den Sturz bei dem gegen ihn gerichteten Attentat eine Gehirnerschütterung und eine Verletzung der Wirbelsäule davongetragen“. Er „lag stundenlang bewußtlos auf offener Straße, ehe er von Polizeibeamten aufgefunden wurde“. Das Israelitische Familienblatt setzte 2000 Reichsmark Belohnung für die Ergreifung des Attentäters aus. Bis Anfang Februar war Carlebach soweit genesen, dass er seine Tätigkeit beim Israelitischen Familienblatt wieder aufnehmen konnte. Er verließ Hamburg und zog nach Berlin, wo ab 1935 auch das Israelitische Familienblatt erschien, das inzwischen (bis zur Zwangsschließung dieser letzten jüdischen Zeitung Deutschlands 1938) offizielles Organ der Reichsvertretung der Deutschen Juden geworden war.
Mit dieser Erfahrung zögerte er dennoch nicht, weiterhin auch den Nationalsozialismus öffentlich anzugreifen. Carlebach hatte als Journalist zum Beispiel öffentlich gemacht, dass Joseph Goebbels, der so vehement die Juden und ihren vorgeblich schädlichen Einfluss schmähte, Student jüdischer Professoren gewesen war und sein seinerzeitiges Stipendium ihrer Fürsprache verdankte.
Kurz nach der Machtergreifung der Nationalsozialisten wurde Carlebach verhaftet, was er darauf zurückführte, dass Goebbels ihm verübelte, was Carlebach über ihn veröffentlicht hatte. Carlebach hatte Glück, denn die Justizvollzugsbeamten waren noch nicht auf diktatorische Linie gebracht und vollzogen noch rechtsstaatliche Praktiken. Er wurde entlassen, weil kein Haftbefehl vorlag. Nach der Freilassung musste Carlebach sofort untertauchen, weil die Nationalsozialisten inzwischen seine Entlassung bemerkt hatten und ihn suchten.
Er fand Helfer, die ihm Unterschlupf gewährten und falsche Papiere besorgten. Um sich überhaupt noch in den Straßen frei bewegen zu können, ging Carlebach ein hohes Risiko ein, färbte sich die Haare und kleidete sich in SA-Uniform. Er beobachtete auf abenteuerliche Weise das Deutschland der NS-Machtfestigung, worüber er täglich Artikel verfasste, die im Haynt in Warschau unter dem Pseudonym Levi Gotthelf (לוי גאָטהעלף) erschienen.
In Berlin wohnte er am 10. Mai 1933 als Beobachter unerkannt der zentralen Bücherverbrennung der Deutschen Studentenschaft auf dem Opernplatz bei, wo auch seine Bücher dem Feuer übergeben wurden. Haynt mühte sich derweil darum, Carlebach außer Landes zu bringen. Dies gelang schließlich mit den gefälschten Papieren eines oberschlesischen Bergmanns; Helfer schmuggelten ihn nahe der Stadt Kattowitz (Katowice) in den damals polnischen Teil Oberschlesiens.

### 1933–1937: Polen und Großbritannien
Im Haynt erschien Carlebachs Artikelserie als erste Inside Story über die nationalsozialistische Machtübernahme und wurde vom Forverts (פֿאָרווערטס) in New York übernommen. Gemeinsam mit dem Zionisten Jehoszua Gottlieb und dem Journalisten Saul Stupnicki (Fołkspartaj, Chefredakteur des Lubliner Tugblat לובלינער טאָגבלאט, cf.) und anderen organisierte Carlebach in Polen eine landesweite Vortragsreihe Literarische Urteile über Deutschland. An der Auftaktveranstaltung in Warschau nahm der deutsche Botschafter Hans-Adolf von Moltke, in erster Reihe sitzend, teil.
Carlebach war jetzt mit bescheidenem Salär festangestellt beim Haynt. Seine Artikel wurden in anderen Zeitungen wie dem Nowy Dziennik in Krakau, der Chwila in Lemberg (Lwów), Di Yidishe Shtime (די יידישע שטימע) in Kaunas, Frimorgn (פֿרימאָרגן) in Riga und dem Forverts in New York nachgedruckt, zum Beispiel am 15. Juni 1934 über Die antisemitische Internationale.
Während er im polnischen Exil lebte, veröffentlichte am 29. März 1934 der Deutsche Reichsanzeiger die zweite Ausbürgerungsliste des Deutschen Reichs, wodurch Carlebach ausgebürgert wurde. Als Folge wurde sein Vermögen in Deutschland beschlagnahmt.
In den Jahren 1933 und 1934 berichtete Carlebach fast ununterbrochen als Auslandsreporter für Haynt unter anderem vom Zionistenkongress, vom International Congress of National Minorities sowie vom Auftritt Goebbels’ als deutscher Hauptdelegierter beim Völkerbund in Genf am 29. September 1933. Seine Rede Ein Appell an alle Völker war ein Eklat und die Pressekonferenz entsprechend gut besucht, dennoch führten Carlebach und Goebbels am Rande eine scharfe Auseinandersetzung über das Für und Wider von Genossenschaften am Beispiel des Haynt.
Carlebach berichtete, wie es gelang, durch die Petition des Oberschlesiers Franz Bernheim an den Völkerbund (Bernheim-Petition), diesen zu veranlassen, Deutschland zur Einhaltung des Deutsch-Polnischen Abkommens über Oberschlesien (Genfer Abkommen) anzuhalten. Im Abkommen garantierte jede Vertragspartei für jeweils ihren Teil Oberschlesiens unveräußerliche gleiche Bürgerrechte für alle Einwohner. Die NS-Regierung hob im September 1933 alle bereits verhängten antisemitischen Diskriminierungen in Oberschlesien auf und nahm es bis Auslaufen des Abkommens im Mai 1937 von allen folgenden antisemitischen amtlichen Diskriminierungen aus.
Carlebach kritisierte die Verachtung des städtischen Lebens vieler Juden durch Antisemiten genauso wie durch Zionisten, die jüdischen Schülern im britischen Palästina die Authentizität des Landlebens priesen und das städtische Leben von Juden der Diaspora schmähten. „Die palästinensische Jugend hält, ganz wie die Schuljugend des Dritten Reichs, den Menschen des Galuth für einen Menschen zweiter Klasse.“
Im März 1934 wurde Esriel Gotthelf Carlebach die deutsche Staatszugehörigkeit aberkannt.
1935 wurde Carlebach Chefredakteur der damals noch täglich erscheinenden Yidishen Post (יידישע פאָסט) in London, von wo aus er weiter zu Auslandsreportagen ins übrige Europa, außer nach Deutschland, aufbrach. In der Selbstwehr (Prag) erschien Carlebachs regelmäßige Kolumne Tagebuch der Woche. In einem Ende April 1935 im Haynt veröffentlichten Interview mit Bundeskanzler Kurt Schuschnigg machte Carlebach auf dessen antisemitische Politik in Österreich aufmerksam. Dabei verschärfte sich sein Ton gegen nichtzionistische Kräfte, deren Absichten, in Europa zu bleiben, er angesichts der Entwicklung für fahrlässig hielt. Die britische Palästina-Politik (Teilungsplan der Peel-Kommission) stand ab 1936 im Zentrum der Berichterstattung Carlebachs. Nach dem gewalttätigen arabischen Aufstand erließen die britischen Mandatsbehörden neue Gesetze zum Nachteil des Jischuv und von Ausländern in Palästina. Das empörte viele, sahen sie doch arabische Gewalttaten durch Diskriminierungen gegen Juden belohnt.

### Ab 1937: Palästina–Israel
1937 ging Carlebach als Korrespondent für die Yidishe Post nach Palästina. Noch im selben Jahr begann er bei der Zeitung Jediʿot Acharonot zu arbeiten und wurde deren Chefredakteur. Im Frühjahr 1939 reiste Carlebach noch einmal nach Warschau, wo er Freunde und Bekannte – viele davon zum letzten Mal – sah und sprach.
1948 kam es zu einem Konflikt mit Jehuda Moses (יְהוּדָה מוֹזָס), dem Eigentümer der Zeitung. Carlebach und weitere verantwortliche Redakteure verließen Jediʿot Acharonot und gründeten die Zeitung Jediʿot Maʿariv (יְדִיעוֹת מַעֲרִיב), deren erste Ausgabe am 15. Februar 1948 erschien, mit Carlebach als Chefredakteur. Der Name der Zeitung wurde einige Monate später in Maʿariv geändert, um Verwechslungen mit Jediʿot Acharonot zu vermeiden. In seiner Zeit als Chefredakteur wurde die Zeitung zur meistgelesenen in Israel. Er gilt als einer der bedeutendsten hebräischen Journalisten dieser Zeit – besonders wegen seiner schon bei Jedi’ot Acharonot begonnenen Serie von Leitartikeln, die er unter dem Pseudonym Rabbi Ipcha Mistabra (רב איפכא מסתברא) verfasste.
Nach der Unabhängigkeit Israels am 14. Mai 1948 lehnten Carlebach und seine Zeitung zumeist die Politik der zionistischen Israelischen Arbeitspartei und ihres Vorsitzenden David Ben Gurion ab. Carlebach führte auch das Lager der Israelis an, die nach dem Ende des Zweiten Weltkriegs gegen direkte Verhandlungen zwischen dem Staat Israel und der Bundesrepublik Deutschland waren. Auch lehnte er das Luxemburger Abkommen zwischen Israel und der Bundesrepublik ab.
Nach dem Tod von Präsident Chaim Weizmann 1952 schlug er Albert Einstein in einem Telegramm vor, neuer Präsident Israels zu werden. Einstein war über das Angebot sehr gerührt, hatte jedoch Bedenken und lehnte in einem auf Deutsch an Carlebach geschriebenen Brief mit Datum vom 21. November 1952 ab.
Carlebach missbilligte die damals von der Regierung Israels gewünschte Musikzensur und berichtete über Jascha Heifetz, der sich darüber hinwegsetzte: „Erziehungsminister Professor [Ben-Zion (בֵּןְ צִיּוֹן דִּינוּר)] Dinur ersuchte, Strauss nicht zu spielen. Auch Justizminister Rosen schloss sich der Bitte an … Das Schreiben erging kurz vor dem Konzert mit Spezialboten per Taxi an Heifetz in Haifa. Jascha Heifetz jedoch steckte diesen Brief zweier israelischer Minister unbekümmert in die Hosentasche, sagte, was immer er über seine Ablehnung musikalischer Zensur zu sagen hatte – und weigerte sich, der Bitte zu entsprechen. Er spielte Strauss in Haifa und dann auch in Tel Aviv.“
Carlebach sympathisierte mit der um Ausgleich zwischen jüdischen und arabischen Israelis bemühten Brit Schalom (Bund des Friedens), der auch Martin Buber angehörte. Am 25. Dezember 1953 veröffentlichte er im Maʿariv unter dem Pseudonym Rabbi Ipcha Mistabra einen Leitartikel zur israelischen Bodenpolitik, den er in der Zeitschrift der Brit Schalom, Ner (נֵר), im Februar 1954 erneut erscheinen ließ. 1983 veröffentlichte der Maʿariv den Artikel erneut.
Carlebach kritisierte, dass die Regierung Israels nach dem Schuldspruch gegen Rudolf Kasztner offenbar ohne ausreichende Prüfung des umfangreichen Urteils buchstäblich über Nacht, Berufung einlegte.
Im Jahr 1954 unternahm Carlebach eine dreiwöchige Reise nach Indien. Dort empfingen ihn führende Politiker der Kongresspartei, darunter Jawaharlal Nehru. Tommy Lapid, damals Carlebachs Sekretär, erinnert sich, dass Carlebach ins Hotel Dan in Klausur ging, um ein Buch über die Indienreise zu schreiben.
Zwei Monate nach Abschluss der Arbeit starb Carlebach. Er hinterließ eine Witwe, eine Tochter und eine verwaiste Zeitung und das Buch, diesen Ausbruch von Kreativität des großartigsten hebräisch schreibenden Journalisten.
Sein Buch Indien – Ein Reisetagebuch war lange Zeit das einzige zum Thema in hebräischer Sprache. Er erschien 1956 und wurde schnell zu einem Bestseller, mit mehreren Auflagen in den folgenden 20 Jahren.
Carlebach starb am 12. Februar 1956 im Alter von 47 Jahren an Herzversagen. Tausende gaben ihm das letzte Geleit. Begraben wurde er auf dem Nachalat-Jizchaq-Friedhof in Givʿatajim.

## Ehrungen
Nach Ezriel Carlebach wurde die Straße in Tel Aviv benannt, in der die Redaktion des Maʿariv ihren Sitz hat.

## Schriften (Auswahl)
- Mit 21 ... : 3 Novellen. München : Meyer & Jessen, 1932
- Exotische Juden : Berichte und Studien. Berlin : Welt-Verlag, 1932